# Harbard
Harbard est un passeur, quelque peu rébarbatif, dans la mythologie germanique. Lorsque Thor, le fils d'Odin, souhaite franchir un des fleuves de Élivágar, il appelle Harbard pour être transporté, mais il se fait insulter. Face aux excès de Harbard, Thor s'énerve et dans sa rage, il ne se rend pas compte que Harbard est son père Odin.
Cette rencontre entre les deux dieux remarquables montre bien leurs différences de caractère : Odin emploie habituellement la perfidie pour tromper ses ennemis ; Thor est colérique mais reste conforme à la vertu, à la probité, et à l’honneur.
Harbard est également le passeur dans le poème de l'Edda Poétique Hárbarðsljóð (Lai de Barbe-Grise). À cause de ce rôle de tromperie et cette métamorphose, les premières théories laissaient suggérer que le passeur était le dieu Loki, mais aujourd'hui il est universellement accepté par les historiens que le passeur était Odin, déguisé.

## Étymologie
Harbard ou Hárbardr signifie barbe grise en vieux nordique. C'est un des noms utilisé par Odin.